# Asesinato de Zak Kostopoulos
El asesinato de Zak Kostopoulos ocurrió en una calle concurrida cerca de la plaza Omonia, en Atenas, el 21 de septiembre de 2018, primero golpeado por civiles y luego por la policía. La víctima, una activista por los derechos LGBT en Grecia, murió camino al hospital. Los sospechosos en el caso están a la espera de juicio por infligir daños corporales fatales.

## Víctima
Zak Kostopoulos (22 de agosto de 1985) fue un activista griego-estadounidense por los derechos de las personas LGBT, las personas seropositivas, las trabajadoras sexuales y las refugiadas. También era un artista drag bajo el nombre de Zackie Oh.

## Asesinato
Se desconoce cómo Kostopoulos ingresó a la joyería de la calle Gladstonos donde comenzaron los hechos. Otro activista LGBT griego, Grigoris Vallianatos, dijo que ingresó a la tienda para escapar de un altercado en la calle. Los videos de seguridad que filmaron el asesinato muestran a Kostopoulos desarmado y tratando de escapar de la tienda mientras era atacado por el dueño de la tienda y otro hombre, un agente de bienes raíces que era un miembro de alto rango del Frente Nacional. Después de que el propietario rompiera la ventana, Kostopoulos se arrastró y cayó al suelo después de recibir una patada en la cabeza. La policía llegó al lugar. A pesar de las heridas de Kostopoulos, la policía lo detuvo, lo esposó y también lo golpeó. Kostopoulos murió camino al hospital. El testigo presencial Philippos Karagiorgis describió el asesinato como un "linchamiento" y criticó a los espectadores por "ver como si fuera una película" en lugar de intervenir.

## Investigaciones
La policía no llegó a arrestar inmediatamente a los presuntos atacantes, no entrevistó a todos los testigos presentes ni acordonó la escena del crimen. Por lo tanto, el dueño de la tienda tuvo la oportunidad de limpiar evidencia potencialmente incriminatoria. Los informes iniciales de los medios de comunicación griegos dijeron que Kostopoulos era un drogadicto que estaba cometiendo un robo a mano armada en la joyería. Sin embargo, un análisis forense no encontró rastros de drogas en su sistema y sus huellas dactilares no estaban en ninguno de los cuchillos presentes en la escena del crimen. El forense descubrió que había muerto de múltiples heridas, especialmente en la cabeza. La familia de Kostopoulos encargó al centro de investigación Forensic Architecture, con sede en el Reino Unido, que investigara su muerte. Forensic Architecture descubrió que la policía había pasado por alto doce cámaras que estaban grabando la escena y no interrogó a un testigo clave que apareció en las imágenes. Como resultado de la investigación de Arquitectura Forense, el caso fue reabierto en 2019.
El juicio al dueño de la tienda, otro hombre que fue filmado golpeando a Kostopoulos y cuatro policías por infligir "daño corporal fatal", comenzó el 20 de octubre de 2021. El proceso judicial, que el juez Giorgos Kassimis calificó de «histórico», estaba originalmente programado para octubre de 2020, pero se retrasó debido a la pandemia de COVID-19. La familia de Kostopoulos quería que su muerte fuera juzgada como asesinato.
El 3 de mayo de 2022, dos hombres fueron declarados culpables, mientras que los cuatro policías acusados por su participación fueron declarados inocentes.

## Legado
Kostopoulos fue enterrado en la ciudad de Kirra donde creció. En 2018, 2019, y 2021, la gente organizó marchas en Atenas para conmemorar la muerte de Kostopoulos y pedir justicia contra sus asesinos. El lema «Zackie vive, aplasta a los nazis» se coreó en eventos en todo el país.